# Фонд сохранения и изучения родных языков народов Российской Федерации
Фонд сохранения и изучения родных языков народов Российской Федерации — российский государственный фонд, официально утверждённый 21 февраля 2019 года «в целях создания условий для сохранения и изучения родных языков народов Российской Федерации, являющихся национальным достоянием и историко-культурным наследием Российского государства». Учредителями Фонда являлись Министерство просвещения Российской Федерации и Федеральное агентство по делам национальностей. В задачи Фонда входили поддержка изучения родных языков на всей территории страны, создание учебников и словарей, содействие в подготовке преподавателей. Фонд просуществовал три года: в декабре 2021 года было вынесено решение о ликвидации Фонда, которое вступило в силу 11 февраля 2022 года.

## История
Указ «О создании Фонда сохранения и изучения родных языков народов Российской Федерации» был подписан Президентом РФ 26 октября 2018 года. В октябре того же года в рамках парламентских слушаний «Языковое многообразие Российской Федерации: состояние и перспективы» обсуждались основные направления работы Фонда.
17 января 2019 года был подписан совместный приказ Министерства просвещения Российской Федерации и Федерального агентства по делам национальностей «О создании Фонда сохранения и изучения родных языков народов Российской Федерации и утверждении устава Фонда сохранения и изучения родных языков народов Российской Федерации». В нём устанавливается, что Фонд является не имеющей членства некоммерческой организацией. Основной целью деятельности Фонда является создание условий для сохранения и всестороннего развития родных языков народов РФ, расширения возможностей образовательных организаций по обеспечению прав обучающихся и их родителей на свободный выбор языка воспитания, изучения и обучения из числа языков народов РФ.
Состав правления Фонда и состав попечительского совета Фонда были утверждены распоряжением Правительства РФ от 19 января 2019 г..
Министерством юстиции Российской Федерации Фонд был официально зарегистрирован 21 февраля 2019 года: таким образом, Фонд был создан в год, объявленный ООН Международным годом языков коренных народов, и в Международный день родного языка, отмечаемый ежегодно 21 февраля.
Первое заседание правления и попечительского совета Фонда состоялось 6 февраля. На заседании обсудили приоритетные направления деятельности организации. Министр просвещения Ольга Васильева также сообщила, что в 2019 году организации выделят 88 млн рублей, в 2020 — 96 млн, в 2021 — 98 млн.. 23 июля вступило в силу послановление Правительства о предоставлении Фонду средств из федерального бюджета, для чего были внесены изменения в Правила предоставления субсидий из федерального бюджета некоммерческим организациям.

## Правление и попечительский совет Фонда
В правление фонда вошли как учёные, так и представители ведомств.
Возглавила правление проректор МГУ филолог Татьяна Кортава, в него также вошли директор Российского этнографического музея Владимир Грусман, директор Музея антропологии и этнографии РАН Андрей Головнёв, директор Института лингвистических исследований РАН Евгений Головко, директор Института народов Севера РГПУ Игорь Набок, заведующая кафедрой довузовского обучения русскому языку как иностранному Института филологии МПГУ Елизавета Хамраева, заведующая отделом урало-алтайских языков Института языкознания РАН Анна Дыбо и другие. От Министерства просвещения РФ в правление вошёл зам. директора департамента госполитики в сфере общего образования Сергей Пилипенко, от ФАДН заместитель руководителя Михаил Мишин.
Попечительский совет Фонда возглавил первый заместитель председателя Совета федерации Николай Фёдоров. В совет вошли глава ФАДН Игорь Баринов, глава Министерства просвещения Ольга Васильева, заместитель министра науки и высшего образования Марина Боровская, заместитель министра культуры Ольга Ярилова, председатель комитета Госдумы по делам национальностей Ильдар Гильмутдинов и другие. Академическое и преподавательское сообщество в совете представлено научным руководителем Института этнологии и антропологии РАН Валерием Тишковым, президентом Российской академии образования Юрием Зинченко, ректором РГПУ Сергеем Богдановым, председателем координационного совета Ассоциации учителей русского языка и литературы Людмилой Дудовой и директором Института языкознания РАН Андреем Кибриком.

## Деятельность Фонда
В задачи Фонда входят поддержка изучения родных языков на всей территории страны, создание учебников и словарей, содействие в подготовке преподавателей. Фонд занимается непосредственной организацией создания необходимой учебной литературы по родным языкам народов, так, в 2019 году были созданы 64 учебных пособия по родным языкам народов севера, Сибири и дальнего востока. Кроме учебной литературы, Фонд размещает на своём сайте в свободном доступе издания на некоторых языках, а также занимается разработкой онлайн курсов.
- В рамках основной деятельности Фонда сохранения и изучения родных языков народов Российской Федерации при поддержке Министерства просвещения Российской Федерации и Федерального агентства по делам национальностей с 19 по 21 сентября 2019 года в г. Нарьян-Мар прошел семинар-совещание «Языки коренных народов Крайнего Севера в системе общего образования Российской Федерации».[14]
- 26 ноября 2019 года: организация II Всероссийского съезда учителей родных языков, литературы и культуры коренных малочисленных народов Севера, Сибири и Дальнего Востока в Санкт-Петербурге.[15]
- 13 декабря 2019 года: организация и участие в двухдневной всероссийская научно-практической конференции «Родные языки народов России в системе образования: современное состояние и перспективы развития»[16]
- 29 ноября 2019 года: организация выставки в рамках совета по межнациональным отношениям в Нальчике.[17]
- Июнь 2020 года: при поддержке Фонда будет выпущена первая настольная игра на диалектах эвенского и эвенкийского языков «Стойбище», разработанная лингвистом Лаборатории исследования и сохранения малых языков Института языкознания РАН Кариной Мищенковой.[18]

## Ликвидация Фонда
Летом 2021 года Федеральное агентство по делам национальностей, оценивая результаты работы Фонда как неплохие, тем не менее приняло решение о его ликвидации «во имя исполнения работ по оптимизации структуры и количества институтов развития, автономных организаций и фондов, которые подведомственны федеральным органам исполнительной власти». Фонд планируется преобразовать в федеральное государственное бюджетное учреждение, подведомственное ФАДН, а полномочия Фонда будут распределена между создаваемым ФГБУ и федеральным государственным бюджетным учреждением «Федеральный институт родных языков народов Российской Федерации», подведомственным Минпросвещения России.
19 августа 2021 года учредителями Фонда сохранения и изучения родных языков народов Российской Федерации было подано исковое в Тверской районный суд г. Москвы о ликвидации Фонда. 17 декабря 2021 года состоялось рассмотрение дела № 02-4349/2021 по существу, в результате которого суд вынес решение о ликвидации Фонда. В соответствии с действующим законодательством указанное решение вступило в силу 11 февраля 2022 года.